# Girl Walks into a Bar
Pour plus de détails, voir Fiche technique et Distribution.
Girl Walks into a Bar est un film américain écrit et réalisé par Sebastian Gutierrez, sorti en 2011.

## Fiche technique
- Titre original : Girl Walks into a Bar
- Réalisation et scénario : Sebastian Gutierrez
- Direction artistique : Brian Vogelgesang
- Décors : /
- Costumes : Genevieve Tyrrell
- Photographie : Cale Finot
- Montage : Lisa Bromwell
- Musique : Grant Lee Phillips
- Casting : /
- Production : Steve Bing, Sebastián Gutierrez et Richard Rosenblatt ; Zach Schwartz et Carissa Sison (coproduction)
- Sociétés de production : Shangri-La Entertainment, FotoKem, Gato Negro Films et Lexus[1]
- Sociétés de distribution :  Row 1 Productions (cinéma), YouTube (vidéo), Wrekin Hill Entertainment (DVD)
- Budget : 1 million de dollars américains[2]
- Pays d'origine :  États-Unis
- Langue originale : anglaise
- Format : couleur - 35 mm - 2,35:1 - son Dolby Digital
- Genre : Comédie
- Durée : 80 minutes
- Dates de sortie[3] :
  -  États-Unis : 
    - 7 mars 2011 (avant-première à Los Angeles)[4]
    - 11 mars 2011 (Festival du film de South by Southwest et directement sur Internet)[5]
    - 14 août 2012 (en DVD)[3]

  -  France : date indéterminée

Source : IMDb

## Distribution

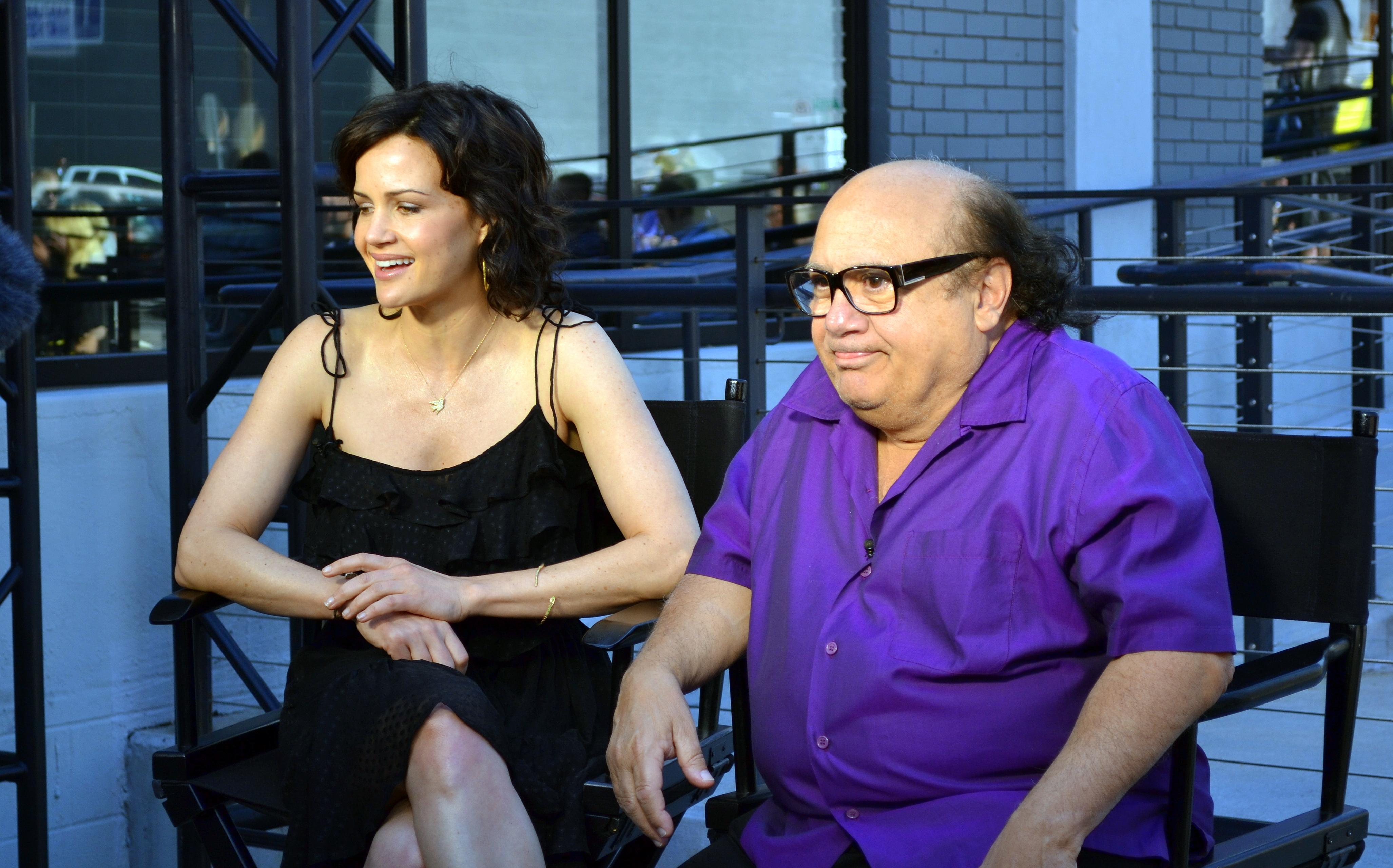
Les acteurs Carla Gugino et Danny DeVito durant la promotion du film, en mars 2010.

- Carla Gugino : Francine Driver
- Emmanuelle Chriqui : Teresa
- Josh Hartnett : Sam Salazar
- Rosario Dawson : June
- Zachary Quinto : Nick
- Danny DeVito : Aldo
- Robert Forster : Dodge
- Aaron Tveit : Henry
- Amber Valletta : Camilla
- Gil Bellows : Emmit
- Kevin Zegers : Billy
- Alexis Bledel : Kim
- Michelle Ryan : Loretta
- Xander Berkeley : Moe
- Lauren Lee Smith : Karen